# BMF-Plakette
Die BMF-Plakette (schwedisch BMF-plaketten „Din bok – vårt val“) ist ein schwedischer Literaturpreis. Er wurde von der Svenska bokhandelsmedhjälpareföreningen (BMF, Schwedische Vereinigung der Buchhandelsgehilfen) erstmals 1951 für Erwachsenenliteratur sowie 1983 für Kinder- und Jugendliteratur vergeben. Die schwedischen Autoren der ausgewählten Bücher erhalten eine Spezialgussplakette für im vorherigen Jahr erschienene Bücher, die „größten Nutzen sowie persönliche Zufriedenheit geschenkt haben“.

## Preisträger
Die Jahresangaben beziehen sich seit Mitte der 1960er-Jahre auf das Erscheinungsjahr der Bücher.

### Erwachsenenbücher
| Jahr | Titel                                                 | Autor                 |
| ---- | ----------------------------------------------------- | --------------------- |
| 2021 | Jävla karlar                                          | Andrev Walden         |
| 2022 | Kaffe med mjölk                                       | Ella-Maria Nutti      |
| 2021 | Stöld                                                 | Ann-Helén Laestadius  |
| 2020 | Samlade verk                                          | Lydia Sandgren        |
| 2019 | Klubben                                               | Matilda Gustavsson    |
| 2018 | Jag for ner till bror                                 | Karin Smirnoff        |
| 2017 | Den svavelgula himlen                                 | Kjell Westö           |
| 2016 | Störst av allt                                        | Malin Persson Giolito |
| 2015 | Allt jag inte minns                                   | Jonas Hassen Khemiri  |
| 2014 | Jag heter inte Miriam                                 | Majgull Axelsson      |
| 2013 | Egenmäktigt förfarande – en roman om kärlek           | Lena Andersson        |
| 2012 | Torka aldrig tårar utan handskar                      | Jonas Gardell         |
| 2011 | Himmelsdalen                                          | Marie Hermansson      |
| 2010 | Den döende detektiven                                 | Leif GW Persson       |
| 2009 | Hundraåringen som klev ut genom fönstret och försvann | Jonas Jonasson        |
| 2008 | Nattfåk                                               | Johan Theorin         |
| 2007 | Mig äger ingen                                        | Åsa Linderborg        |
| 2006 | Nu vill jag sjunga dig milda sånger                   | Linda Olsson          |
| 2005 | Män som hatar kvinnor                                 | Stieg Larsson         |
| 2004 | I Skuggan av ett brott                                | Helena Henschen       |
| 2003 | Ett ögonblicks verk                                   | Anders Paulrud        |
| 2002 | Den vidunderliga kärlekens historia                   | Carl-Johan Vallgren   |
| 2001 | Underdog                                              | Torbjörn Flygt        |
| 2000 | Populärmusik från Vittula                             | Mikael Niemi          |
| 1999 | Livläkarens besök                                     | Per Olov Enquist      |
| 1998 | Mosippan                                              | Elsie Johansson       |
| 1997 | Aprilhäxan                                            | Majgull Axelsson      |
| 1996 | Den femte kvinnan                                     | Henning Mankell       |
| 1995 | Kvällarna på Pärlan                                   | Claes Hylinger        |
| 1994 | Anna, Hanna och Johanna                               | Marianne Fredriksson  |
| 1993 | Händelser vid vatten                                  | Kerstin Ekman         |
| 1992 | Strandmannen                                          | Peter Kihlgård        |
| 1991 | Livets ax                                             | Sven Delblanc         |
| 1990 | Klas Kat går vilse                                    | Gunnar Lundkvist      |
| 1989 | Månen vet inte                                        | Niklas Rådström       |
| 1988 | Poltava                                               | Peter Englund         |
| 1987 | Vindspejare                                           | Agneta Plejel         |
| 1986 | Tjuven                                                | Göran Tunström        |
| 1985 | Simon och ekarna                                      | Marianne Fredriksson  |
| 1984 | Honungsvargar                                         | Sun Axelsson          |
| 1983 | Juloratoriet                                          | Göran Tunström        |
| 1982 | Efter floden                                          | Per Christian Jersild |
| 1981 | Samuels bok                                           | Sven Delblanc         |
| 1980 | Walters hus                                           | Anna Westberg         |
| 1979 | Sorgenfri                                             | Mary Andersson        |
| 1978 | Drömmen om ett liv                                    | Sun Axelsson          |
| 1976 | Prästungen                                            | Göran Tunström        |
| 1975 | På palmblad och rosor                                 | Stig Claesson         |
| 1974 | Häxringar                                             | Kerstin Ekman         |
| 1973 | Bröderna Lejonhjärta                                  | Astrid Lindgren       |
| 1972 | Vi möts vid Rynge                                     | Tore Zetterholm       |
| 1971 | Sekonden                                              | Per Olov Enquist      |
| 1970 | Åminne                                                | Sven Delblanc         |
| 1969 | Luftburen                                             | Per Wästberg          |
| 1968 | På ryttmästarens tid                                  | Lars Widding          |
| 1967 | Ingenjör Andrées luftfärd                             | Per Olof Sundman      |
| 1966 | Det vitmålade hjärtat                                 | Sven Fagerberg        |
| 1965 | Calvinols resa genom världen                          | Per Christian Jersild |
| 1964 | Dessa dina bröder                                     | Sven Edvin Salje      |
| 1963 | Barn av sin stad                                      | Per Anders Fogelström |
| 1962 | Stigbygeln                                            | Bengt Söderbergh      |
| 1961 | Mina Drömmars stad                                    | Per Anders Fogelström |
| 1960 | Vid flodens strand                                    | Bengt Söderbergh      |
| 1959 | Dödgrävarens pojke                                    | Åke Wassing           |
| 1958 | Molnen över Metapontion                               | Eyvind Johnson        |
| 1957 | Paula                                                 | Walter Ljungquist     |
| 1956 | Hjortronlandet                                        | Sara Lidman           |
| 1955 | Stora glömskan                                        | Lars Ahlin            |
| 1954 | Cikada                                                | Harry Martinson       |
| 1953 | Invandrarna                                           | Vilhelm Moberg        |
| 1952 | Analfabeten                                           | Ivar Lo-Johansson     |
| 1951 | Barabbas                                              | Pär Lagerkvist        |

### Kinder- und Jugendbücher
| Jahr | Titel                                                       | Autor                                       |
| ---- | ----------------------------------------------------------- | ------------------------------------------- |
| 2023 | Vägen hem                                                   | Sven Nordqvist                              |
| 2022 | Lasten                                                      | Petter Lidbeck                              |
| 2021 | Furan                                                       | Lisen Adbåge                                |
| 2020 | Boken som inte ville bli läst                               | David Sundin                                |
| 2019 | Trollet är inte hemma                                       | Lars Lerin                                  |
| 2018 | Gropen                                                      | Emma Adbåge                                 |
| 2017 | Lejoparden                                                  | Björn Bergenholtz                           |
| 2016 | Sagasagor: studsmatta, simskola och en borttappad tigertass | Josefin Sundström und Emma Göthner          |
| 2015 | Ishavspirater                                               | Frida Nilsson                               |
| 2014 | Silverpojken                                                | Kristina Ohlsson                            |
| 2013 | Linux – uttagningen                                         | Maths Claesson                              |
| 2012 | Det är en gris på dagis                                     | Johanna Thydell und Charlotte Ramel         |
| 2011 | Konstiga djur                                               | Lotta Olsson und Maria Nilsson Thore        |
| 2010 | När prinsar blir förtrollade                                | Per Gustavsson                              |
| 2009 | Siv sover vilse                                             | Pija Lindenbaum                             |
| 2008 | Matildas katter                                             | Jan Lööf                                    |
| 2007 | Var är min syster?                                          | Sven Nordqvist                              |
| 2006 | Lill-Zlatan och morbror raring                              | Pija Lindenbaum                             |
| 2005 | Samurajsommar                                               | Åke Edwardson                               |
| 2004 | Kråkans otroliga liftarsemester                             | Frida Nilsson                               |
| 2003 | I taket lyser stjärnorna                                    | Johanna Thydell                             |
| 2002 | Adjö, herr Muffin                                           | Ulf Nilsson und Anna-Clara Tidholm          |
| 2001 | Sandor slash Ida                                            | Sara Kadefors                               |
| 2000 | Zigge med zäta                                              | Inger Lindahl und Eva Lindström             |
| 1999 | Tsatsiki och kärleken                                       | Moni Nilsson-Brännström und Pija Lindenbaum |
| 1998 | Malla handlar                                               | Eva Eriksson                                |
| 1997 | Sanning eller konsekvens                                    | Annika Thor                                 |
| 1996 | En ö i havet                                                | Annika Thor                                 |
| 1995 | Guldflickan                                                 | Hannele Norrström und Sven Nordqvist        |
| 1994 | Mamma Mu åker bobb                                          | Jujja Wieslander und Tomas Wieslander       |
| 1993 | Mod, Matilda Markström                                      | Annika Holm                                 |
| 1992 | Nisse på stranden                                           | Olof Landström und Lena Landström           |
| 1991 | Gräset skrattar                                             | Britt G. Hallqvist                          |
| 1990 | Else-Marie och småpapporna                                  | Pija Lindenbaum                             |
| 1989 | Sunkan flyger                                               | Barbro Lindgren und Olof Landström          |
| 1988 | Oscar i Paradiset                                           | Margareta Lindberg                          |
| 1987 | Opp och hoppa Morfar Prosten                                | Eva Bexell                                  |
| 1986 | Rävjakten                                                   | Sven Nordqvist                              |
| 1985 | Vi smyger på Enok                                           | Viveca Sundvall und Eva Eriksson            |
| 1984 | ..och de vita skuggorna i skogen                            | Maria Gripe                                 |
| 1983 | Lilla syster Kanin                                          | Ulf Nilsson und Eva Eriksson                |